# Lista över talmän i Malis nationalförsamling
Detta är en lista över talmän i Malis nationalförsamling från 1961 till idag.
| Namn                      | Antog ämbetet     | Lämnade ämbetet  | Ref   |
| ------------------------- | ----------------- | ---------------- | ----- |
| Mahamane Alassane Haïdara | 1961              | 1967             | [ 1 ] |
| Mady Sangaré              | 1979              | 1985             | [ 1 ] |
| Sidiki Diarra             | 1985              | 1991             | [ 1 ] |
| Aly Nouhoum Diallo        | 1992              | 2002             | [ 1 ] |
| Ibrahim Boubacar Keïta    | 16 september 2002 | 3 september 2007 | [ 1 ] |
| Dioncounda Traoré         | 3 september 2007  | april 2012       | [ 1 ] |
| Younoussi Touré           | 2012              | 2013             | [ 1 ] |
| Issaka Sidibé             | 22 januari 2014   | 11 maj 2020      | [ 2 ] |
| Moussa Timbiné            | 11 maj 2020       | 18 augusti 2020  | [ 3 ] |